# دولار الحرية (عملة خاصة)
الدولار الأمريكي للحرية (إيه أل دي) هو عملة خاصة أنتجوها في الولايات المتحدة الأمريكية.
صدرت العملة على شكل عملات معدنية مسكوكة (تشبه العملات المعدنية) وشهادات ذهبية وفضية وعملة إلكترونية (إي أل دي). إن شهادات إيه أل دي هي "إيصالات مستودع" للذهب والفضة الحقيقيين المملوكين لحاملها. ووفقًا لوثائق المحكمة كان هناك حوالي 250,000 حامل لشهادات دولار الحرية. حُفظ المعدن في دار صن شاين للسك في كور دالين بأيداهو قبل مداهمة مكتب التحقيقات الفيدرالي (أف بي آي) وجهاز الخدمة السرية الأمريكي (يو أس أس أأس) في نوفمبر 2007. حتى يوليو 2009 حيث كانت شركة ليبرتي سيرفيزيس (المعروفة سابقًا باسم "المنظمة الوطنية لإلغاء الاحتياطي الفيدرالي وقانون الإيرادات الداخلية" أو نورفيد) ومقرها إيفانسفيل بإنديانا هي من تتولى توزيع دولار الحرية. أنشأه برنارد فون نوتهاوس -مؤسس المركز الروحي للقنب في ماليبو بكاليفورنيا- والمؤسس المشارك لشركة رويال هواين منت كمبني.
في مايو 2009 اتُهم فون نوتهاوس وآخرون بارتكاب جرائم فيدرالية تتعلق بعملة الليبرتي دولار وفي 31 يوليو 2009 أعلن فون نوتهاوس أنه أغلق عملية الليبرتي دولار ريثما تُحل التهم الجنائية. في 18 مارس 2011 أُدين فون نوتهاوس بتهمة "صنع عملات معدنية تشبه عملات الولايات المتحدة وتشبهها". ثم في أواخر عام 2014 حكم قاضي محكمة المقاطعة الأمريكية بإعادة عملات ليبرتي دولار التي صودرت في عملية مكتب التحقيقات الفيدرالي/خدمة الأمن الداخلي الأمريكية عام 2007 إلى أصحابها.

## الممارسات

### خدمة التبادل
من عام 1998 إلى يوليو 2009 قامت شركة ليبرتي سيرفيسز بتبادل أوراق الاحتياطي الفيدرالي (الدولار الأمريكي) مقابل دولارات الحرية الفضية (وبعد ذلك الذهب والنحاس) بالإضافة إلى إيصالات المستودعات في كل من الأشكال الورقية والرقمية.

### إصلاح العملة
كان الاسم الأصلي لشركة "ليبرتي سيرفيسز" هو "المنظمة الوطنية لإلغاء الاحتياطي الفيدرالي وقانون الإيرادات الداخلية" (نورفيد). فمنذ تأسيسها ادعت المنظمة أن الاحتياطي الفيدرالي غير دستوري ومضر. كما خاضت الشركة سلسلة من المعارك القانونية دفاعًا عن خدمة الصرف الخاصة بها وطعنًا في ادعاءات دار سك العملة الأمريكية بخصوص حصريتها (انظر "القضايا القانونية").

### سياسة
سُكّت دولارات رون بول لفترة وجيزة مستغلةً تفضيله العلني للعملات المدعومة بالمعادن وحملته الرئاسية عام 2008. إلا أن هذا أثار تساؤلات حول قانونيتها وسط غارة لمكتب التحقيقات الفيدرالي صادرت خلالها طِنين من العملات. لفت هذا انتباه وسائل الإعلام التي لاحظت حداثتها مقارنةً بأي قيمة فعلية.
نحن نفضل بشدة أن يقوم الناس بالتبرع بدلاً من شراء دولار رون بول ونعتقد أن هذه هي أفضل طريقة لمساعدة رون بول.— جيسي بينتون المتحدث باسم الحملة

## الوظيفة

### الاختلافات عن العملات البديلة الأخرى
يوجد عدد من العملات البديلة في الولايات المتحدة بما في ذلك دولار فينيكس وجولدباكس وبي نوت من بالتيمور وساعات إيثاكا وبيتكوين والعملة الذهبية الرقمية. وعلى عكس بعض العملات البديلة الأخرى كل من دولارات الحرية ودولارات فينيكس مقومة بالوزن ومدعومة بسلعة: استخدمت دولارات الحرية الذهب أو الفضة أو البلاتين أو النحاس. وتستخدم العملات الخاصة الأخرى أسسًا مختلفة مثل ربط قيمتها بوحدة زمنية محددة، أي أن ساعة واحدة = دولار واحد للوقت. وفي ظل أبسط نسخة من هذا النموذج ستعتمد القيمة المستقبلية للعملة على رغبة الناس في مبادلة عملتهم بغض النظر عن القيمة السوقية للعملة المقدمة. ومع ذلك فقد قدمت أنظمة مثل ساعات إيثاكا نماذج أكثر تطورًا تسمح بالاختلافات في القيمة السوقية للعملة. كما اختلفت دولارات الحرية عن العملات البديلة الأخرى في أنها تحمل قيمة اسمية مقترحة للدولار الأمريكي.
القوانين الوحيدة المتعلقة بالعملات الخاصة هي قوانين عادية لمكافحة الاحتيال. إن سكّ العملات أصعب من الناحية التكنولوجية من الطباعة ولطالما اعتُبر تضمين المعادن الثمينة في العملات وسيلةً لإضفاء قيمة عليها. وتكوّن دولار الحرية من عملات معدنية وأوراق نقدية مطبوعة. كما عُرّفت دولارات الحرية الورقية والرقمية قانونيًا بأنها إيصالات مستودعات وكانت مدعومة بسلعة مادية: وزن من المعدن الثمين. مع ذلك يُجرّم القانون الأمريكي رقم 18 والمادة 486 صنع أو تداول أو تمرير أي عملة أو سبيكة من الذهب أو الفضة أو أي معدن آخر إذا كان الغرض منها استخدامها كنقود لذا يوجد أمر قضائي نهائي يمنع سك العملات لهذا الغرض.

### االقيم الأساسية والخصومات والعمولات لعملة دولار الحرية
وضع برنارد فون نوتهاوس "القيمة الأساسية" لدولار الحرية. واعتبارًا من 2009 كانت القيمة الأساسية لعملة الدولار الحر 20 $ أمريكي مقابل أونصة واحدة من الفضة. وفي وقت إغلاق عملية الدولار الحر كانت قطع الذهب من الدولار الحر التي تزن أونصة واحدة مقومة بـ 1000 1 بحد أقصى للرسوم بنسبة 10٪ على السعر الفوري مع العضوية. والقيم الأساسية السابقة 10 لأونصة الفضة و 20 لأونصة الفضة و 500 لأونصة الذهب. حيث دفع غير الأعضاء القيمة الاسمية الكاملة لجميع العملات باستثناء بعض العناصر الخاصة والعملات. وتراوحت خصومات الأعضاء من 0٪ إلى 50٪ + (في الواقع لفترات قصيرة أثناء عمليات التقاطع كان من الممكن ألا يتمكن حتى الأعضاء من شراء دولارات الحرية بالقيمة الاسمية أو أقل).
كان شركاء وتجار دولار الحرية يستبدلون عملات دولار الحرية بخصم حتى يتمكنوا من "كسب المال عندما ينفقون الأموال". لتوضيح آلية عمل دولار الحرية اعتمدت شركة فون نوت هاوس نظام العمولة في يونيو 2007 حيث حصل الشركاء والتجار على عمولة على شكل دولارات حرية إضافية عند تقديم طلباتهم. كما حصل مسؤولو العملات الإقليميون على خصومات أكبر، فهم الموزعون الإقليميون والممثلون الرسميون لشركة ليبرتي سيرفيسز.
تراوحت خصومات شركاء دولار الحرية والتجار من 0.0% إلى 50%+ (من صفر إلى أكثر من خمسين بالمائة) اعتمادًا على مكان سعر الفضة ونسبةً إلى القيمة الأساسية لدولار الحرية ونقاط تقاطع القيمة الأساسية لـدولار الحرية والفترات الزمنية التي بقي فيها السعر أعلى من متوسطات اليوم المتحرك المتغيرة على مدار 30 أو 60 أو 90 يوم في سوق متقلبة واستنادًا إلى صيغ دولار الحرية التي وضعها فون نوتهاوس.

### مكتب العملة الإقليمي
كان "مكتب العملة الإقليمي" بمثابة موزع لعملات ليبرتي. فمقابل رسوم تُدفع لمنظمة ليبرتي دولار كان بإمكانهم شراء هذه العملات لإعادة بيعها بسعر مخفّض. كما كان لهم الحق في شراء أو تحويل أو حتى استبدال دولارات ليبرتي بأوراق الاحتياطي الفيدرالي.

## القضايا القانونية

### استجابة الحكومة الفيدرالية
أُجريت مقابلات مع العديد من الأفراد في الحكومة الأمريكية بشأن عملة "دولار الحرية". وأكدت منظمة "دولار الحرية" أن أحد عملاء الخدمة السرية زعم أنها "ليست عملة مزيفة" مع بقائه "متشككًا" في "نورفيد". وورد أن عميلًا آخر حذر من أن عملة "دولار الحرية" "تبدو أنها تنتهك العنوان 18 من كود الولايات المتحدة المادة 514 من قانون مكافحة غسل الأموال".العنوان 18 من كود الولايات المتحدة المادة 514" كما يبدو أيضًا أن سك عملات الدولار الحر يشكل انتهاكًا للمادة العنوان 18 من كود الولايات المتحدة المادة 486:
"كل من يصنع أو يصدر أو يمرر أو يحاول أن يصدر أو يمرر أي عملات معدنية من الذهب أو الفضة أو أي معدن آخر أو سبائك المعادن المخصصة للاستخدام كعملة جارية سواء كانت تشبه عملات الولايات المتحدة أو عملات الدول الأجنبية أو بتصميم أصلي يعاقب بغرامة بموجب هذا العنوان أو بالسجن لمدة لا تزيد على خمس سنوات أو بكلتا العقوبتين."

يؤكد مُروّج دولار الحرية أن كلوديا ديكنز المتحدثة باسم مكتب النقش والطباعة التابع لوزارة الخزانة الأمريكية كانت قد صرّحت سابقًا بأن عملة الحرية الأمريكية قانونية. ونُقل عن ديكنز قولها: "لا يوجد أي شيء غير قانوني في هذا" بعد أن راجع الفريق القانوني لوزارة الخزانة العملة. "ما دام أنها لا تحمل عبارة "عملة قانونية" فلا عيب فيها."
في عام 2006 أصدرت دار سك العملة الأمريكية بيانًا صحفيًا يفيد بأن المدعين العامين في وزارة العدل قد قرروا أن استخدام دولارات الحرية كعملة متداولة يُعد جريمة فيدرالية. وكما ذكر البيان الصحفي أن "دولارات الحرية" مُصممة لمنافسة العملة المتداولة في الولايات المتحدة وعلى هذا فإن هذه المنافسة تُعتبر عملاً إجراميًا. كما ذكرت وزارة العدل أن دولار الحرية يُشبه العملة الأمريكية الفعلية بدرجة مُربكة وأن اللغة المستخدمة على موقع نورفيد الإلكتروني مُضللة.
ردّت منظمة دولار الحرية على البيان الصحفي الصادر عن دار سك العملة قائلةً: "لم يدّعِ دولار الحرية قط أنه عملة قانونية ولا يدّعي ذلك وليس كذلك ولا يزعم أنه كذلك." وقد أكّد مروّجو دولار الحرية أنه ليس عملة قانونية وأنّ العمل القانوني والمقايضة مفهومان متنافيان. ويؤكد المروّج أن دولار الحرية هو قطعة نقدية أو ميدالية يمكن استخدامها طواعيةً كمقايضة.

### برنارد فون نوتهاوس ضد دار سك العملة الأمريكية
في 20 مارس 2007 رفع برنارد فون نوتهاوس مالك شركة ليبرتي سيرفيسز دعوى قضائية في المحكمة الجزئية للمنطقة الجنوبية من ولاية إنديانا ضد ادعاءات دار سك العملة الأمريكية بشأن دولار ليبرتي. ومن بين المدعى عليهم هنري م. بولسون -وزير الخزانة- وألبرتو ر. جونزاليس -المدعي العام السابق للولايات المتحدة- وإدموند سي. موي -مدير دار سك العملة-. ثم سعت الدعوى إلى الحصول على حكم إعلاني بأن تداول دولارات ليبرتي كعملة مقايضة طوعية ليس جريمة فيدرالية وأمر قضائي يمنع المدعى عليهم من الإعلان علنًا أو سرًا عن دولار ليبرتي كعملة غير قانونية وإزالة أي إعلانات من هذا القبيل من موقع دار سك العملة الأمريكية على الإنترنت.

### مداهمة مكتب التحقيقات الفيدرالي / الخدمة السرية
في 14 نوفمبر/تشرين الثاني 2007 داهم عملاء مكتب التحقيقات الفيدرالي (أف بي آي) وجهاز الخدمة السرية الأمريكي (يو أس أس أس) مكاتب شركة ليبرتي دولار. فأرسل برنارد فون نوتهاوس مالك شركة ليبرتي سيرفيسز بريدًا إلكترونيًا إلى العملاء والمؤيدين مُخبرًا إياهم بأن العملاء استولوا على جميع الذهب والفضة والبلاتين وما يقرب من طنين من عملات رون بول. كما صادر العملاء أجهزة كمبيوتر وملفات وجمدوا حسابات ليبرتي دولار المصرفية. ثم ارتبط بريد فون نوتهاوس الإلكتروني بصفحة تسجيل لدعوى قضائية جماعية ليتمكن الضحايا من استرداد أصولهم. وفي الوقت نفسه تعطلت جميع النماذج على موقعه الإلكتروني المتعلقة بشراء عملات ليبرتي دولار.
نشرت نسخ من البريد الإلكتروني ومستندات أمر الضبط على الموقع الإلكتروني. وأصدر أمر الضبط بتهمة غسيل الأموال والاحتيال عبر البريد والاحتيال عبر الأسلاك والتزوير والتآمر.
نشرت صحيفة إيفانسفيل كورير آند برس المحلية رسالة البريد الإلكتروني مشيرةً إلى أن: "وكيلة مكتب التحقيقات الفيدرالي ويندي أوزبورن -المتحدثة باسم مكتب التحقيقات الفيدرالي في إنديانابوليس- وجهت جميع الأسئلة المتعلقة بالمداهمة إلى مكتب المدعي العام الأمريكي في المنطقة الغربية من ولاية كارولينا الشمالية. وقالت متحدثة باسم المكتب إنها لا تملك أي معلومات عن التحقيق. ولم يرد برنارد فون نوتهاوس المهندس المالي للمجموعة وكاتب الرسالة فورًا على رسالة طلب التعليق".
ونقلت وكالة أسوشيتد برس عن فون نوتهاوس قوله في 16 نوفمبر/تشرين الثاني 2007 إن الحكومة الفيدرالية "كانت تشعر بالخوف في هذه اللحظة وكان عليها أن تفعل شيئاً... وأنا أتطوع لمقابلة العملاء والقبض عليّ حتى نتمكن من مناقشة هذا الأمر في المحكمة".

### لائحة الاتهام
قدمت هيئة محلفين اتحادية كبرى لائحة اتهام ضد فون نوتهاوس وثلاثة آخرين في مايو 2009 في محكمة مقاطعة الولايات المتحدة في ستيتسفيل بولاية نورث كارولينا وقبض على فون نوتهاوس في 6 يونيو 2009. وقد اتُهم برنارد فون نوتهاوس بتهمة واحدة وهي التآمر لحيازة وبيع عملات معدنية مشابهة ومشابهة لعملات معدنية من فئة أعلى من خمسة سنتات وعملات فضية مشابهة لعملات معدنية حقيقية للولايات المتحدة من فئات خمسة دولارات فأكثر في انتهاك للمادة العنوان 18 من كود الولايات المتحدة المادة 485 والعنوان 18 من كود الولايات المتحدة المادة 486 والعنوان 18 من كود الولايات المتحدة المادة 371، بحيث أن تهمة واحدة تتعلق بالاحتيال البريدي في انتهاك لـالعنوان 18 من كود الولايات المتحدة المادة 1341 والعنوان 18 من كود الولايات المتحدة المادة 2، وتهمة واحدة تتعلق ببيع وحيازة بقصد الاحتيال عملات معدنية مشابهة ومماثلة لعملات الولايات المتحدة من فئة خمسة سنتات فأكثر في انتهاك للمادة العنوان 18 من كود الولايات المتحدة المادة 485 والعنوان 18 من كود الولايات المتحدة المادة 2، وتهمة واحدة تتعلق بنطق وتمرير ومحاولة نطق وتمرير عملات فضية تشبه العملات الأمريكية الأصلية من فئة خمسة دولارات أو أكثر في انتهاك للمادة العنوان 18 من كود الولايات المتحدة المادة 486 والعنوان 18 من كود الولايات المتحدة المادة 2.
قدم فون نوتهاوس التماسًا ببراءته في 28 يوليو 2009.

### اعتقاد
في 18 مارس 2011 أُدين فون نوتهاوس بتهمة "صنع وحيازة وبيع عملاته المعدنية الخاصة" بعد مداولات أجرتها هيئة محلفين في ستيتسفيل بولاية كارولاينا الشمالية لمدة تقل عن ساعتين. وأدانته هيئة المحلفين بتهمة واحدة تتعلق بصغر العنوان 18 من كود الولايات المتحدة المادة 485 والعنوان 18 من كود الولايات المتحدة المادة 2 وتهمة واحدة تتعلق بانتهاك العنوان 18 من كود الولايات المتحدة المادة 486 والعنوان 18 من كود الولايات المتحدة المادة 2 وتهمة واحدة بالتآمر تحت العنوان 18 من كود الولايات المتحدة المادة 371 لانتهاك المادتين 485 و486. ويواجه عقوبة تصل إلى 15 عامًا في السجن وغرامة قدرها 250 وقد يُجبر على التنازل عن عملات معدنية ومعادن ثمينة بقيمة 7 للحكومة تزن 16 ألف رطل. ووصفت المدعية العامة للمنطقة الغربية من ولاية كارولينا الشمالية آن إم. تومبكينز دولار الحرية بأنه: "شكل فريد من أشكال الإرهاب المحلي" الذي يحاول "تقويض العملة الشرعية لهذا البلد". ونقل بيان صحفي صادر عن وزارة العدل عنها قولها: "في حين أن هذه الأشكال من الأنشطة المناهضة للحكومة لا تنطوي على عنف إلا أنها بنفس القدر من الخبث وتمثل خطرًا واضحًا وحاضرًا على الاستقرار الاقتصادي لهذا البلد".
وفقًا لوكالة أسوشيتد برس: "نجح المدعون الفيدراليون في إثبات أن فون نوتهاوس كان في الواقع يحاول ترويج العملات الفضية على أنها عملة أمريكية. وصدرت عملات ليبرتي دولار بفئات 5 و10 و20 و50 دولار كما حملت رمز الدولار وكلمة "دولار" وشعار "الثقة بالله" على غرار شعار "نحن نثق بالله" الموجود على العملات الأمريكية.

## بعد الإدانة
منذ محاكمته قالت صحيفة نيويورك تايمز إن أتباعه يصفون فون نوتهاوس بأنه: "روزا باركس حركة العملة الدستورية".
وقد استأنف الحكم الصادر ضده ولكن رُفض استئنافه في 10 نوفمبر/تشرين الثاني 2014.
في 11 نوفمبر 2014 رفض القاضي فوريس طلب فون نوتهاوس بالبراءة. أما في 2 ديسمبر 2014 ومع مطالبة المدعي العام بقضاء ما يصل إلى 23 عامًا في السجن الفيدرالي فقد حُكم عليه بالسجن لمدة 6 أشهر في المنزل مع 3 سنوات تحت المراقبة. وكجزء من تعليله لإصدار حكم مخفف إلى حد كبير عما طالب به المدعون الفيدراليون نظر القاضي ريتشارد إل فوريس في استئناف فون نوتهاوس والذي جاء فيه:
...إذا كان هناك أي شيء واضح من الأدلة المقدمة في المحاكمة فهو أن آخر ما أراده السيد فون نوتهاوس هو الخلط بين دولارات الحرية والعملات المعدنية التي أصدرتها حكومة الولايات المتحدة... لطالما كانت نيته - الاحتجاج على نظام الاحتياطي الفيدرالي - واضحة. ويخلط حكم هيئة المحلفين بين برنامج وُضع ليكون بديلاً لنظام الاحتياطي الفيدرالي وآخر صُمم لخداع الناس وإيهامهم بأنه هو ما كان السيد فون نوتهاوس يحتج عليه في المقام الأول... لم تكن دولارات الحرية مزيفة ولم يكن من المفترض أن تعمل على هذا النحو. يُعد الحكم تحريفًا لقوانين التزوير ويجب إلغاؤه.
وقد اعتبرت الإدانة بمثابة انتصار للحكومة لكنها حددت الآن صدر العنوان 18 من كود الولايات المتحدة المادة 486 الذي يحظر استخدام سبائك الفضة أو أي عملة أو سبائك معدنية أخرى غير صادرة بموجب سلطة حكومية كعملة تجارية. ولم تُعتبر شهادات الفضة الصادرة عن شركة ليبرتي سيرفيسز أي شكل من أشكال التزوير أو انتهاك القانون.
اقترح مسؤول مراقبة برنارد فون نوتهاوس عليه تقديم طلب إفراج مبكر من فترة المراقبة بعد عام واحد وأوصى المحكمة بإنهاء فترة المراقبة مبكرًا. وقد منح قاضي المحكمة الجزئية الأمريكية ريتشارد ل. فورهيس إنهاء فترة المراقبة رسميًا في 9 ديسمبر/كانون الأول 2015.
عندما سُئل فون نوتهاوس عن دوافع الحكومة لاتهامه بالإرهاب سخر قائلاً: "هذه هي حكومة الولايات المتحدة. ولديها كل الأسلحة وكل أجهزة المراقبة وكل الدبابات وكل الأسلحة النووية وهي قلقة بشأن راكب أمواج سابق يكسب ثروته بنفسه؟ دعني أهدأ!"

### محاكمة المصادرة
كان من المقرر استئناف محاكمة المصادرة يوم الاثنين الموافق 4 أبريل 2011. وكان المدعون الفيدراليون يسعون إلى استعادة ما قيمته حوالي 7 أو خمسة أطنان من دولارات الحرية المصنوعة من الذهب والفضة والتي ضبطوها في عام 2007 من مستودع بواسطة مكتب التحقيقات الفيدرالي وخدمة الأمن القومي الأمريكية.

### إرجاع دولارات الحرية
في عام 2017 قاموا بإرجاع عدد كبير من دولارات الحرية المصادرة إلى أصحابها بعد تقديم التماسات إلى المحكمة لإرجاعها. ويواصل برنارد فون نوتهاوس تكريم استرداد الفضة حتى يومنا هذا.

## روابط خارجية
- لائحة اتهام من شركة NotHaus Liberty Dollar
- الصفحة الرسمية على الويب (Archive.org منذ يونيو 2009)